# Nozomi Maruyama
Nozomi Maruyama (jap. 丸山 希, Maruyama Nozomi; * 2. Juni 1998 in Nara, abweichend laut nationalem Verband: Nozawa-Onsen, Nagano) ist eine japanische Skispringerin.

## Werdegang
Nozomi Maruyama startete am 12. und 13. Juli 2014 zum ersten Mal im Rahmen von zwei Wettbewerben in Villach im FIS Cup, wo sie den 19. und den 13. Platz belegte. Es folgten weitere Starts im FIS Cup, wobei sie im Februar und März 2018 zwei Wettbewerbe in Planica und einen in Chaux-Neuve gewinnen konnte.
Bei den Nordischen Junioren-Skiweltmeisterschaften 2015 im kasachischen Almaty wurde Maruyama im Einzelwettbewerb 18. Im Mannschaftswettbewerb belegte sie zusammen mit Yurina Yamada, Shihori Ōi und Yūka Setō den dritten Platz und gewann damit Team-Bronze.
Am 10. September 2016 debütierte Maruyama in Trondheim im Continental Cup, wo sie den 19. Platz belegte. Ihre beste Platzierung in einem Wettbewerb des Continental Cups ist ein fünfter Platz am 18. August 2017 in Oberwiesenthal. Zwei Qualifikationsversuche für die Stationen des Skisprung-Weltcups 2016/17 im Januar 2017 in Sapporo und Zaō scheiterten knapp mit den Plätzen 41 und 44. Im Anschluss belegte sie bei den Junioren-Weltmeisterschaften 2017 im US-amerikanischen Park City den 23. Platz im Einzel und den fünften Rang mit der Juniorinnen-Mannschaft. Im Folgejahr erreichte sie bei den Junioren-Weltmeisterschaften, die diesmal im schweizerischen Kandersteg ausgetragen wurden, den 22. Platz im Einzel, Platz sechs mit der Juniorinnen-Mannschaft und den siebten Rang mit dem Mixed-Team.
Zur Saison 2018/19 nahm Maruyama erstmals an den Wettbewerben des Skisprung-Grand-Prix 2018 teil. Während ihre beste Platzierung im Einzel ein 12. Platz in Tschaikowski am 9. September 2018 war, belegte sie im erstmals ausgetragenen Mixed-Team-Wettbewerb zusammen mit Yukiya Satō, Sara Takanashi und Junshirō Kobayashi den ersten Platz und feierte damit ihren ersten Sieg im Sommer-Grand-Prix. Am 1. Dezember 2012 dübetierte sie im norwegischen Lillehammer im Weltcup und konnte als 29. gleich ihre ersten Weltcuppunkte erringen. Am 2. Februar 2019 erzielte sie im österreichischen Hinzenbach als Elfte ihr bisher bestes Weltcupresultat. Bei den Weltmeisterschaften 2019 in Seefeld in Tirol wurde sie mit der japanischen Frauenmannschaft Sechste. Im Einzelwettbewerb belegte sie den 17. Rang.
Bei den japanischen Meisterschaften im Oktober 2021 in Sapporo stürzte Maruyama schwer. Sie zog sich eine vordere Kreuzbandverletzung im linken Knie sowie weitere Schäden im Knie zu. Maruyama fiel damit für die komplette olympische Saison 2021/22 aus.
Am 5. Februar 2023 feierte sie beim Dreifachsieg der japanischen Damen-Mannschaft auf der Mühlenkopfschanze in Willingen als Zweite ihren ersten Podestplatz in einem Einzel-Weltcupspringen.
Maruyama lebt derzeit in Shimotakai in der Präfektur Nagano.

## Erfolge

### Grand-Prix-Siege im Team
| Nr. | Datum             | Ort          | Typ         |
| --- | ----------------- | ------------ | ----------- |
| 1.  | 8. September 2018 | Tschaikowski | Großschanze |

## Statistik

### Weltcup-Platzierungen
| Saison  | Platz | Punkte |
| ------- | ----- | ------ |
| 2018/19 | 20.   | 283    |
| 2019/20 | 13.   | 355    |
| 2020/21 | 11.   | 292    |
| 2022/23 | 12.   | 574    |
| 2023/24 | 23.   | 215    |
| 2024/25 | 18.   | 325    |

### Grand-Prix-Platzierungen
| Saison | Platz | Punkte |
| ------ | ----- | ------ |
| 2018   | 25.   | 039    |
| 2019   | 08.   | 081    |
| 2021   | 06.   | 211    |
| 2023   | 09.   | 162    |
| 2024   | 05.   | 180    |

### Continental-Cup-Platzierungen
| Saison  | Platz | Punkte |
| ------- | ----- | ------ |
| 2016/17 | 51.   | 012    |
| 2017/18 | 29.   | 077    |
| 2019/20 | 52.   | 060    |